# Deníssovka (Perm)
|  | Per a altres significats, vegeu «Deníssovka». |

Deníssovka (en rus: Денисовка) és un poble del krai de Perm, a Rússia, que en el cens del 2010 tenia 16 habitants.